# Gran Premio Montelupo 1979
Il Gran Premio Montelupo 1979, quindicesima edizione della corsa, si svolse il 21 luglio 1979 su un percorso di 198 km. La vittoria fu appannaggio dell'italiano Leonardo Mazzantini, che completò il percorso in 4h54'00", precedendo i connazionali Carmelo Barone e Marino Amadori.
Sul traguardo di Montelupo Fiorentino almeno 15 ciclisti, su 68 partiti dalla medesima località, portarono a termine la competizione. 

## Ordine d'arrivo (Top 10)
| Pos. | Corridore           | Squadra             | Tempo    |
| ---- | ------------------- | ------------------- | -------- |
| 1    | Leonardo Mazzantini | Zonca-Santini       | 4h54'00" |
| 2    | Carmelo Barone      | Gis Gelati          | s.t.     |
| 3    | Marino Amadori      | Sapa Assicurazioni  | s.t.     |
| 4    | Gabriele Landoni    | Scic-Bottecchia     | s.t.     |
| 5    | Sergio Santimaria   | Mecap-Selle Italia  | a 43"    |
| 6    | Claudio Torelli     | Zonca-Santini       | a 47"    |
| 7    | Marcello Osler      | Sanson-Campagnolo   | s.t.     |
| 8    | Bruno Wolfer        | Zonca-Santini       | s.t.     |
| 9    | Cesare Cipollini    | San Giacomo-Benotto | s.t.     |
| 10   | Graziano Salvietti  | Zonca-Santini       | s.t.     |